# 信使報 (丹地)
《信使報》（英語：The Courier），在1926至2012年稱為信使及廣告報（英語：The Courier & Advertiser），是一份在蘇格蘭丹地每日發行的報紙。至2013年，信使報有6款地區報章：丹地、安格斯、法夫、西法夫、伯斯郡及史特灵郡。
信使報於1801年創刊，當時名為丹地信使報及阿古斯（Dundee Courier & Argus），整份信使報頭版通常都含有分類廣告。1926年總罷工期間，信使報與廣告報合併。1926年5月10日至28日期間，信使報短暫採用廣告報所使用的大標題新聞方式出版，之後回到舊方式發行至1992年。
信使報下一個重大轉變是2012年1月21日，放棄以往採用的大报方式，改為紧凑格式發行。2013年開始發行電子版。
信使報的歷史版本能在英國報紙檔案館裡找到，以電子版本形式儲存，最早可追溯至1844年版本。

## 外報連結
- 官網 （页面存档备份，存于）
- D. C. Thomson & Co. （页面存档备份，存于）